# Міллерсбург (Огайо)
Міллерсбург (англ. Millersburg) — селище (англ. village) в США, в окрузі Голмс штату Огайо. Населення — 3151 особа (2020).

## Географія
Міллерсбург розташований за координатами 40°33′12″ пн. ш. 81°54′51″ зх. д. / 40.55333° пн. ш. 81.91417° зх. д. (40.553433, -81.914193).  За даними Бюро перепису населення США в 2010 році селище мало площу 5,77 км², з яких 5,74 км² — суходіл та 0,02 км² — водойми. В 2017 році площа становила 6,57 км², з яких 6,55 км² — суходіл та 0,02 км² — водойми.

### Клімат
| Клімат : Міллерсбург  | Клімат : Міллерсбург | Клімат : Міллерсбург | Клімат : Міллерсбург | Клімат : Міллерсбург | Клімат : Міллерсбург | Клімат : Міллерсбург | Клімат : Міллерсбург | Клімат : Міллерсбург | Клімат : Міллерсбург | Клімат : Міллерсбург | Клімат : Міллерсбург | Клімат : Міллерсбург | Клімат : Міллерсбург |
| Показник              | Січ.                 | Лют.                 | Бер.                 | Квіт.                | Трав.                | Черв.                | Лип.                 | Серп.                | Вер.                 | Жовт.                | Лист.                | Груд.                | Рік                  |
| Середній максимум, °C | 1,7                  | 3,9                  | 10,0                 | 15,6                 | 21,7                 | 26,7                 | 28,9                 | 27,8                 | 23,9                 | 17,8                 | 10,0                 | 3,9                  | 16,0                 |
| Середній мінімум, °C  | −7,2                 | −6,1                 | −1,1                 | 1,7                  | 7,8                  | 12,8                 | 15,0                 | 13,9                 | 10,6                 | 3,9                  | 0,0                  | −4,4                 | 3,9                  |
| --------------------- | -------------------- | -------------------- | -------------------- | -------------------- | -------------------- | -------------------- | -------------------- | -------------------- | -------------------- | -------------------- | -------------------- | -------------------- | -------------------- |
| Джерело:              |                      |                      |                      |                      |                      |                      |                      |                      |                      |                      |                      |                      |                      |

## Демографія
Згідно з переписом 2010 року, у селищі мешкало 3025 осіб у 1228 домогосподарствах у складі 759 родин. Густота населення становила 525 осіб/км².  Було 1360 помешкань (236/км²).
Расовий склад населення:
| - 96,3 % — білих - 0,6 % — чорних або афроамериканців - 0,3 % — азіатів - 0,2 % — корінних американців - 0,1 % — вихідців з тихоокеанських островів - 1,3 % — осіб інших рас |

До двох чи більше рас належало 1,3 %. Частка іспаномовних становила 2,6 % від усіх жителів.
За віковим діапазоном населення розподілялося таким чином: 24,0 % — особи молодші 18 років, 60,9 % — особи у віці 18—64 років, 15,1 % — особи у віці 65 років та старші. Медіана віку мешканця становила 37,7 року. На 100 осіб жіночої статі у селищі припадало 86,2 чоловіків;  на 100 жінок у віці від 18 років та старших — 82,5 чоловіків також старших 18 років.
Середній дохід на одне домашнє господарство  становив 44 766 доларів США (медіана — 35 910), а середній дохід на одну сім'ю — 54 654 долари (медіана — 45 250). Медіана доходів становила 33 988 доларів для чоловіків та 29 023 долари для жінок. За межею бідності перебувало 17,5 % осіб, у тому числі 28,7 % дітей у віці до 18 років та 13,3 % осіб у віці 65 років та старших.
Цивільне працевлаштоване населення становило 1590 осіб. Основні галузі зайнятості: виробництво — 28,3 %, освіта, охорона здоров'я та соціальна допомога — 16,0 %, мистецтво, розваги та відпочинок — 13,8 %.